# Interregionalismus
Aufbauend auf das Phänomen des Regionalismus beschreibt der Interregionalismus in der Politikwissenschaft institutionalisierte Beziehungen zwischen zwei oder mehreren Weltregionen. Dabei kommt es vor allem zwischen den drei größten Wirtschaftsräumen Europa, Nordamerika und Ostasien zu sich intensivierenden Beziehungen, die auch in der Gründung neuer, interregionaler Organisationen zum Ausdruck kommt.

## Herleitung und Einordnung des Phänomens
Obwohl die ersten Beispiele interregionaler Kooperation schon in den 1960er Jahren gefunden werden können, gewann das Phänomen  während der 1990er Jahre im Zuge der zweiten Regionalisierungswelle an Bedeutung. Mit dieser Proliferation regionaler Kooperationsabkommen begannen regionale Organisationen wie die EU oder die ASEAN, ihre eigenen Außenbeziehungen zu entwickeln und als eigenständige Akteure in der Weltpolitik aufzutreten.
Begleiterscheinung zum neuen Regionalismus sind damit neue intermediäre Institutionen:
- Auf sub-regionaler Ebene zur Verbindung zwischen Region und Nation
- Auf interregionaler Ebene zur Verbindung zwischen Region und Globus

Für das weitere Verständnis des Interregionalismus zentral ist die Analyse der Welt als tripolar, bzw. triadisch, sowohl in wirtschaftlichen als auch in politischen Dimensionen. Die Dominanz von Weltpolitik und Welthandel durch drei zunehmend als Blöcke auftretende Regionen führte zu einem wachsenden Anreiz für die Regierungen der betroffenen Staaten, wirtschaftlichen Austausch und politische Konsensfindung zu erleichtern.
Parallel dazu gibt es in weniger entwickelten Regionen das Bestreben, über Kooperationsabkommen Zugang zu den wichtigsten Märkten und Mitspracherechte in der politischen Gestaltung zu erwirken.
Der Interregionalismus kann als abhängige Variable betrachtet werden und ist dependend von der Entwicklung von Globalisierung und Regionalisierung, den Interdependenzen und der Machtverteilung zwischen internationalen Regionen und damit letztlich vom Interesse der einzelnen Staaten, interregionale Kooperation zu entwickeln und an sich ständig ändernde Bedingungen anzupassen.
In Global-Governance-Konzepten stellt der Interregionalismus eine Ebene innerhalb eines vielschichtigen Steuerungsmodells dar, dass sich zusammensetzt aus globalen multilateralen Foren, inter- und transregionalen Foren, regionalen Kooperationsabkommen, subregionalen, grenzüberschreitenden Strukturen und bilateralen, nationalen Interaktionen.

## Typologie
Unterschieden werden muss in erster Linie zwischen einem engeren Interregionalismusbegriff, der direkte Beziehungen zwischen zwei – mehr oder weniger – koordinierten Gruppen aus verschiedenen Regionen bezeichnet und einem weiteren Interregionalismusbegriff, der auch quasi-interregionale und transregionale Beziehungen mit umfasst. Manche Forscher sprechen hier auch von einem hybriden Interregionalismus.
Typen der ersten Kategorie sind Beziehungen nach dem Muster:
- Regionale Organisation ←→ Regionale Organisationen
- Regionale Organisation ←→ Regionale Gruppe
- Regionale Gruppe ←→ Regionale Gruppe

In der zweiten Kategorie sind dies:
- Regionale Gruppe oder Organisation ←→ Drittstaat
- Megaregionale Beziehungen: Gruppen mit Staaten aus mehr als zwei Kernregionen[2]

Beispiele für Kooperationen der ersten Kategorie sind ASEM, EU-LAC oder die FTAA. In die zweite Kategorie fallen unter anderem die APEC, die ASEAN + 3 oder auch diverse bilaterale Beziehungen zwischen der EU und einzelnen Nationalstaaten.